# Мачо не плачут
«Мачо не плачут» — роман российского писателя Ильи Стогова.

## Сюжет
Роман представляет собой автобиографичное произведение. Повествование ведётся от имени главного героя (имя и фамилия в тексте не появляются) — молодого человека, который работает журналистом. Многие сюжеты книги во многом пересекаются с жизнью её автора. Илья Стогов достаточно подробно описывает всевозможные похождения героя в Петербурге эпохи конца 1990-х годов: пьянки, секс, рестораны и клубы, встречи с различными колоритными персонажами, населяющими город. В романе существует и любовная линия — автор рассказывает о романтических отношениях героя с девушкой на протяжении двух лет.
В заключительной части произведения рассказывается о путешествии автора в Куала-Лумпур.